# Giuseppe Palazzotto (architetto)
Giuseppe Palazzotto (Catania, 2 gennaio 1702 – Catania, 14 maggio 1764) è stato un architetto italiano, esponente catanese del tardo barocco siciliano.

## Biografia
Francesco Palazzotto fu padre di Giuseppe Palazzotto e nacque a Messina nel 1662 da Natale (1639 - † 1699) e Brigida Inca. Si trasferì con la sua famiglia da Messina a Catania nel 1696, tre anni dopo il terremoto, andando ad abitare in una «domo terranea» con botteghe e cortile, presso il Convento di Sant'Agostino. Tra i 9 figli giunsero a maggiore età Angela, Girolamo, Filippo, Antonino, Brigida, Giuseppe e Giuseppa.
Un altro ramo della famiglia da Messina si stabilì a Palermo e si distinse a partire dal capo maestro Salvatore Palazzotto (1751-1824), figlio di Baldassare (Messina? 1717 circa - Palermo 1760), e con il figlio architetto Emmanuele Palazzotto (1798-1872).
Salvatore Giuseppe Domenico Palazzotto, già scalpellino, si dedicò all'architettura. Fu contemporaneo di Giovanni Battista Vaccarini, architetto e canonico, di Francesco Battaglia, di Antonino Amato.
Artefice della ricostruzione di Catania dopo il terribile Terremoto del Val di Noto del 1693, fu nominato architetto del Senato di Catania.
Molte delle opere attribuite al Vaccarini, con la scoperta di nuove fonti documentali, sono da riferire a Giuseppe Palazzotto e ai componenti del suo nucleo familiare.

## La famiglia Palazzotto
Tra i figli di Francesco Palazzotto, oltre a Giuseppe, vi furono altri architetti: Girolamo, Filippo e Antonino
Filippo Palazzotto fu autore di:
- 1718 - 1728, Cantiere, partecipazione con la collaborazione dei fratelli Giuseppe, Antonino e Girolamo (fino al 1723), ai lavori del complesso di San Michele Arcangelo dei Minoriti.
- 1720, Collegio dei Gesuiti.[7]
- 1718, Cantiere, partecipazione con collaborazione dei fratelli Antonino e Girolamo presso il polo del monastero di San Paolo delle religiose dell'Ordine benedettino, oggi sede del palazzo municipale di Melilli.

Antonino Palazzotto fu autore di:
- 1718, Cantiere, partecipazione con collaborazione dei fratelli Girolamo e Filippo presso il polo del monastero di San Paolo delle religiose dell'Ordine benedettino, oggi sede del palazzo municipale di Melilli.
- 1718 - 1728, Cantiere, partecipazione con la collaborazione dei fratelli Giuseppe, Filippo e Girolamo (fino al 1723), ai lavori del complesso di San Michele Arcangelo dei Minoriti.[7]
- 1728, Cappella, ambiente del sacro sepolcro della vergine e martire Sant'Agata nel sacro recinto della chiesa di Sant'Agata la Vetere.[8]
- 1730, Facciata e portale del prospetto principale, manufatti realizzati con la collaborazione del fratello Giuseppe, opere presenti nel duomo di Sant'Antonio di Padova di Gravina di Catania.[9]
- 1731, Altare maggiore, manufatto marmoreo realizzato con la collaborazione del fratello Giuseppe e dell'architetto messinese Amato, opera presente nella basilica concattedrale di Santa Maria Assunta di Gerace.[9]

Giuseppe Serafino, figlio di Angela e nipote di Giuseppe Palazzotto, nato a Catania il 25 marzo 1713. fu autore di:
- XVIII secolo, Ristrutturazione della basilica di Santa Maria Maggiore di Nicosia.[10]

## Opere
- XVIII secolo, Palazzo Valle.[5][11]

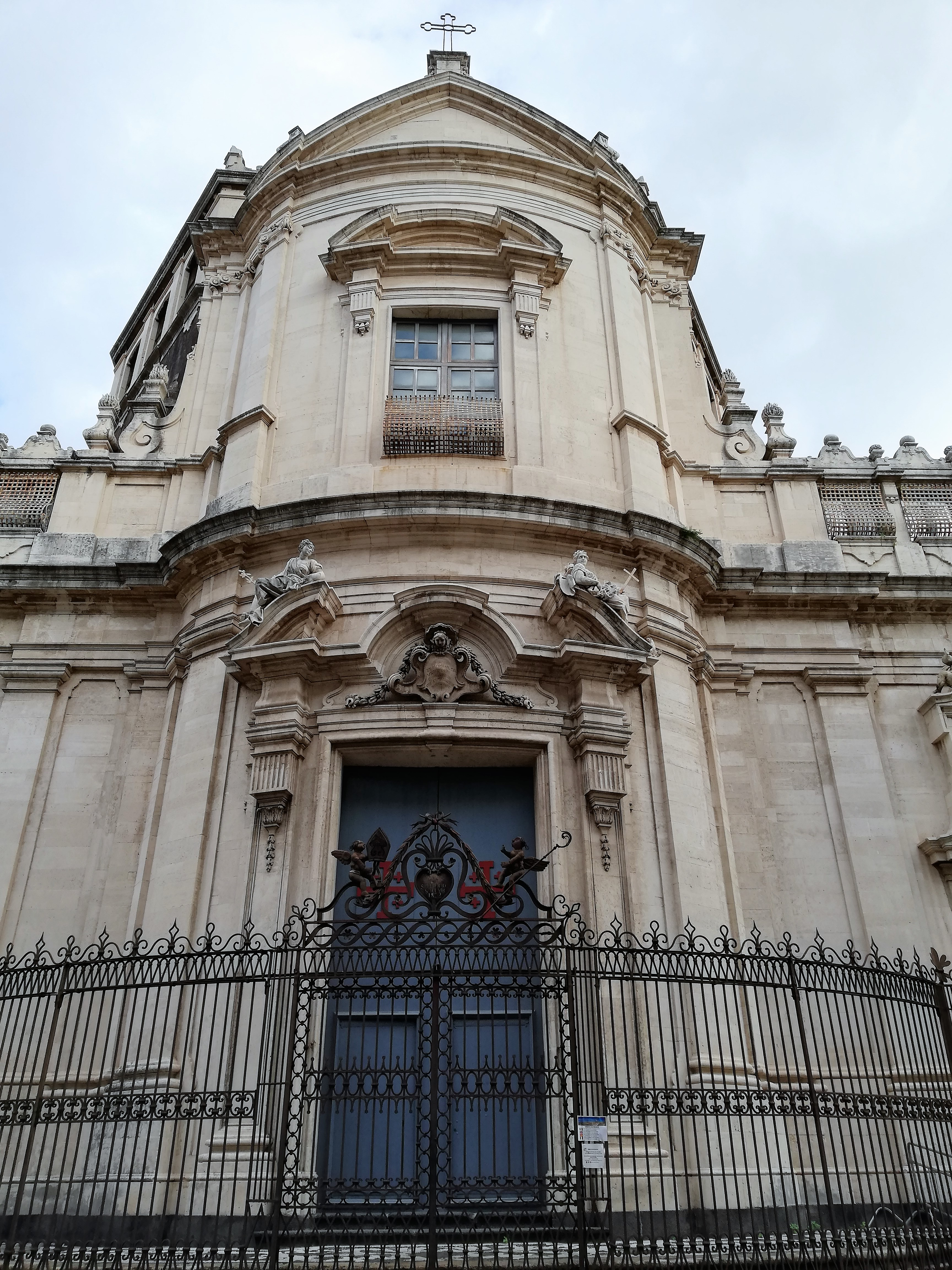
Prospetto della chiesa di San Giuliano.

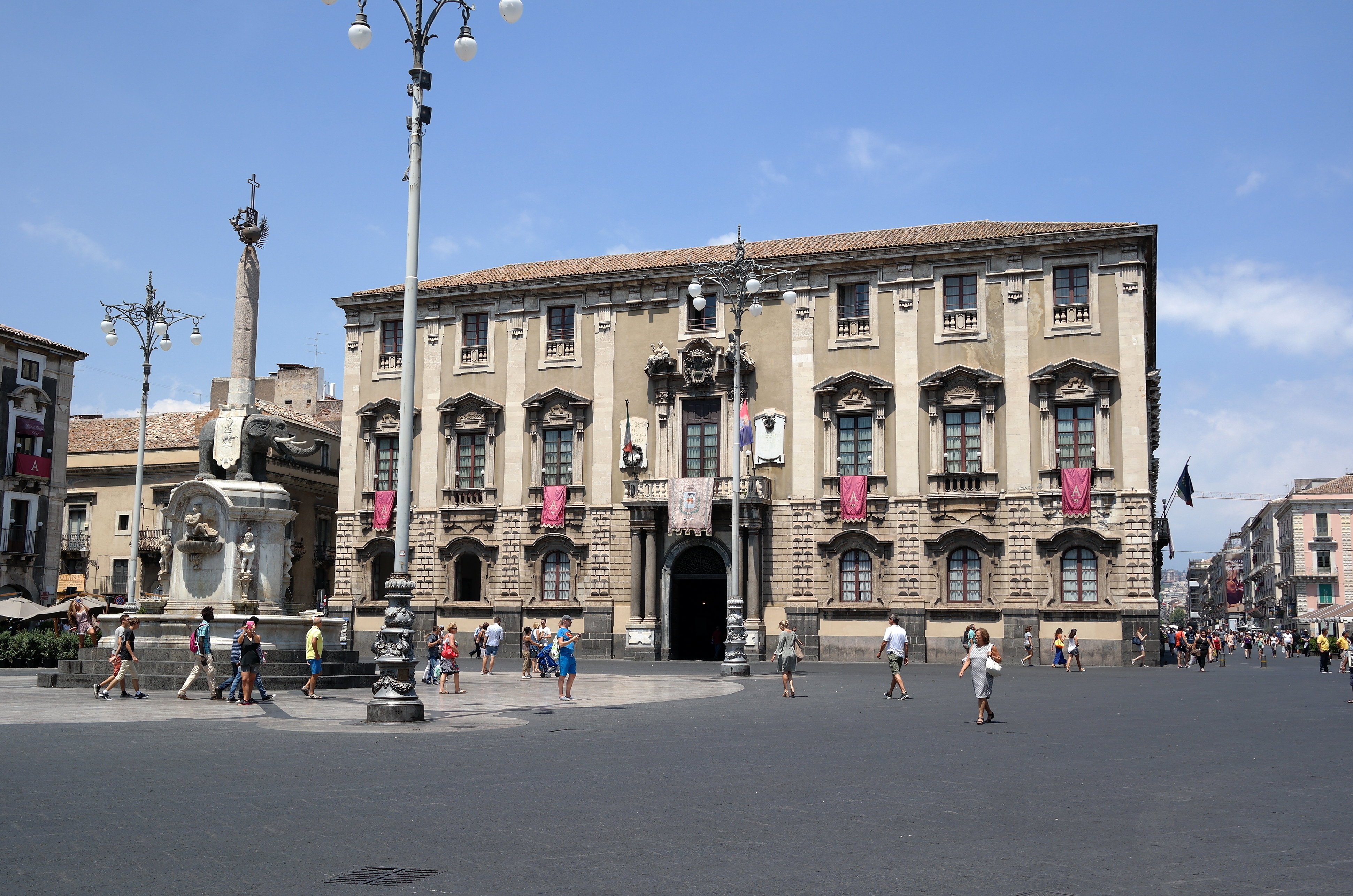
Prospetto del Palazzo degli Elefanti.

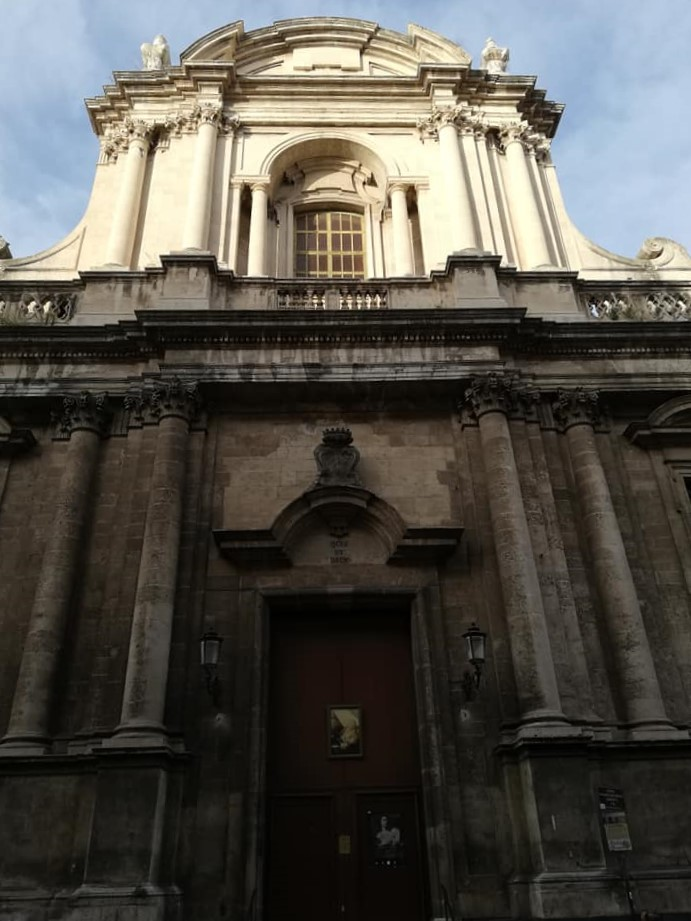
Prospetto della chiesa di San Michele Arcangelo dei Minoriti.

Prospetto del duomo di Sant'Antonio di Padova di Gravina di Catania.

- 1739 - 1741, Prospetto, Palazzo Biscari e Museo.[5][11]
  - 1748 - 1757, Museo Biscari.[5][11]
- 1718 - 1728, Cantiere, partecipazione con la collaborazione dei fratelli Antonino, Filippo e Girolamo (fino al 1723), ai lavori del complesso di San Michele Arcangelo dei Minoriti.[7]
- 1730, Facciata e portale del prospetto principale, manufatti realizzati con la collaborazione del fratello Antonino, opere presenti nel duomo di Sant'Antonio di Padova di Gravina di Catania.[9]
- 1731, Scala principale, manufatto a tenaglia del monastero di San Nicolò l'Arena.[8]
- 1731, Altare maggiore, manufatto marmoreo realizzato con la collaborazione del fratello Antonino e dell'architetto messinese Amato, opera presente nella basilica concattedrale di Santa Maria Assunta di Gerace.[9]
- 1733, Cantiere della chiesa di Sant'Agata la Vetere.[8]
- 1733, Portale, manufatto architettonico della chiesa di Santa Maria dell'Elemosina di Biancavilla.[12]
- 1735 - 1743, Cupola e navata centrale con volte ed archi, cantiere e manufatti architettonici della chiesa matrice di San Nicola di Melilli.[13]
  - Portali che costituiscono parte dell'originario apparato architettonico degli altari di San Filippo Neri e dei Santi Innocenti.
- 1737, Edificio, attività documentata prima del terremoto della Calabria meridionale del 1783 a Scilla.[14]
- 1742, Cantiere presso il convento di San Domenico fuori le Mura.[14]
- 1746 - 1750, Chiesa di San Giuliano e monastero femminile dell'Ordine benedettino sotto il titolo di San Giuliano.[15][11]
- 1746, Cupola, attività presso la chiesa di San Placido.[16]
- 1754, Cantiere del convento di Sant'Agostino.[17]
- ?, Seminario dei Chierici, attribuito ad Alonzo Di Benedetto, nella sua fase iniziale, ed erroneamente a Francesco Battaglia per il suo completamento.
- 1750, Completamento del cantiere del palazzo del marchese di San Giuliano.[18]
- 1750, Completamento del cantiere del palazzo del barone di Villermosa.[18]
- 1750c., Ricostruzione della chiesa danneggiata dal crollo dell'ala nord di San Nicolò l'Arena.[19]
- 1755, Disegno e cantiere della chiesa madre di San Basilio di Regalbuto.[20]
- 1759, Palazzo degli Elefanti o Casa Senatoria.[5][11]
- 1760, Chiesa di Santa Chiara e monastero femminile dell'Ordine francescano.[5][11]
- XVIII secolo, Palazzo Asmundo di Gisira, piazza Mazzini, già piazza San Filippo.